# Erdős Viktor
Erdős Viktor (Békéscsaba, 1987. szeptember 2. –) magyar sakkozó, nemzetközi nagymester, U14 korosztályos világbajnok, U16 csapatvilágbajnok, U18 magyar bajnok, felnőtt egyéni magyar bajnok.
2003 óta nemzetközi mester, 2007-ben szerzett nemzetközi nagymesteri címet.

## Sakk pályafutása
Legjobb eredményei:
- 2001: U14 világbajnok
- 2004: U18 magyar bajnok
- 2006: Zalakaros Open 1-4. hely
- 2007: First Saturday FS06 Budapest, 1. hely
- 2008: Nyílt magyar bajnokság 1. hely
- 2008: Neckar Open 2-10. hely
- 2009: Berlin GM 1. hely
- 2009: Balaton Open 1-4. hely
- 2011: Zalakaros Open 1. hely
- 2011: Trieste Open 1. hely
- 2011: Magyar bajnokság 1. hely
- 2012: Szarajevó 1-2. hely
- 2013: "Lightning chess"[1] magyar bajnokság 2-3. helyezés[2]

A 2017. évi Sakk-Európa-bajnokságon elért eredményével kvalifikálta magát a 2017-es sakkvilágkupára. Az 1. fordulóban legyőzte a nála magasabban rangsorolt egyiptomi Bassem Amint, a 2. fordulóban alulmaradt a 2011-es világkupa-győztes, az előző világkupa ezüstérmese, ötszörös olimpiai bajnok Pjotr Szvidlerrel szemben.

## Szereplései csapatban
Tagja volt a 2011-ben ötödik, 2015-ben hatodik helyen végzett magyar válogatottnak a sakkcsapat világbajnokságon, valamint a 2013-ban ötödik helyen végzett válogatottnak a sakkcsapat Európa-bajnokságon.
2003-ban az U16 csapatvilágbajnokságon csapatban 1. helyezést, egyéniben 3. helyezést, ugyanebben az évben az U18 Európa bajnokságon csapatban 1. helyezést, egyéniben 2. helyezést ért el.
A MITROPA Kupában nyolc alkalommal szerepelt a magyar válogatottban. Csapatban 2006-ban és 2012-ben az első, 2008-ban második, 2009-ben harmadik helyen végzett; egyéni eredményével 2012-ben tábláján 1. helyet szerzett.
Klubcsapata 2013 óta az Aquaprofit NTSK, amellyel 2014-ben, 2015-ben és 2016-ban is bajnokságot nyert. Több külföldi klubcsapatban is játszik: 2008 óta a Bundesligában az SG Trier csapatában, játszott és bronzérmet szerzett a 2005–2006-os szezonban a brit Four Nations ligában a Slough Sharks csapatában, a 2012–2013-as szezonban az osztrák bajnokságban az SK Husek Wienben. A bosnyák sakkligában 2011-ben az ŠK Bihać csapatával ezüstérmet, 2013-ban az ŠK Bosna Sarajevo csapatával aranyérmet szerzett.

## Játékereje
2017. szeptemberi Élő-pontszáma: 2619, amellyel az aktív magyar játékosok között a 6. legmagasabb Élő-pontszámmal rendelkezik. Rapidsakkban a pontszáma 2601, villámsakkban 2578. Eddigi legjobb Élő-pontszáma 2661 volt (2013. október).